# 李熙仁
李熙仁（?—?），雲南省昆明縣人，清朝政治人物、進士出身。
光緒三十年，會試第89名；殿試登進士三甲第93名，后分發為知縣。